# الساكن (إب)

تعديل مصدري - تعديل

الساكن هي إحدى قرى عزلة ميتم بمديرية إب التابعة لمحافظة إب، بلغ تعداد سكانها 473 نسمة حسب تعداد اليمن لعام 2004.